# 안디 판 데르메이더
안디 판데르메이더(네덜란드어: Andy van der Meijde, 1979년 9월 30일, 네덜란드 아른험 ~ )는 네덜란드 출신의 전 축구 선수이다. 지난 2012년 은퇴하였다. 포지션은 미드필더이며, 윙어의 위치에서 플레이하였다.

## 선수 생활
아약스 유소년팀 출신의 판데르메이더는 뛰어난 기량을 선보이며 성인 팀에서도 훌륭히 적응해 냈다. 같은 국가 출신의 라파엘 판데르파르트, 아르연 로번 등과 함께 네덜란드의 유망주로 손꼽히던 판데르메이더는 2003년에 인테르나치오날레로 이적하였다. 그러나 지역 적응 실패와 잦은 부상, 알콜 중독 등의 루머에 휩싸여 아약스 시절의 기량에 훨씬 못미치는 기대 이하의 선수 생활을 하게 되었다.
2005년 여름 이적 시장이 끝나기 직전에 판데르메이더는 200만 파운드의 이적료로 에버턴으로 이적하였다. 이는 다시 자신의 능력을 끌어올려 네덜란드 축구 국가대표팀으로 복귀하고자 하는 판데르메이더의 바람이 반영된 이적이었다. 그러나 에버턴에 와서도 잦은 부상에 시달리고 사생활이 문란하여 데이비드 모예스 감독의 신임을 받지 못하였다. 한 때 전력 외로 분류되었던 그는 그러나 2008-2009 시즌에 훈련에 열심히 참여하는 등 적극적으로 변하는 모습을 보여 벤치 멤버로 복귀하였으나, 시즌이 끝난 이후 소속팀과 계약을 해지하였다.